# Максиміліан Гіларій Оссолінський
Максиміліан Гіларій Оссолінський (пол. Maksymilian Hilary Ossoliński, фр. Maximilien Hilarion d'Ossoliń; 1732 — 1791) — державний і військовий діяч Французького королівства, герцог і пер.

## Життєпис
Походив з польського магнатського роду Оссолінських гербу Топор, старшої гілки. Старший син Юзефа Кантія Оссолінського, воєводи волинського, й Терези Стадницької. Народився 1732 року. Здобув освіту в єзуїтському колегіумі у Варшаві. Згодом вирушив у подорож з метою навчання країнами Західної Європи. 1748 року був представлений при дворі французького короля Людовика XV.
1753 року отримав чин полковника ельзаського полку німецької гвардії французької армії і був частим гостем при дворі Станіслава Лещинського, герцога Лотарингії. Отримав староство сандомирське у Речі Посполитій. 19 січня 1756 року відмовився від польського громадянства і прийняв французьке підданство. У липні того року після смерті свого діда Францішека Максиміліана Оссолінського, герцога і Пера Франції, успадкував його майно в Лотарингії та Ельзасі та титули. 1759 року відмовився від староства сандомирського.

Брав участь в Семирічній війні та кампанії на Корсиці у 1770—1773 роках. 1778 року купив маєток (готел) в  Парижі на вулиці Рю де Тюренн (будинок 65), який перебудував у власну резиденцію в неокласичному стилі, що отримала назву Готел де Полонь. 

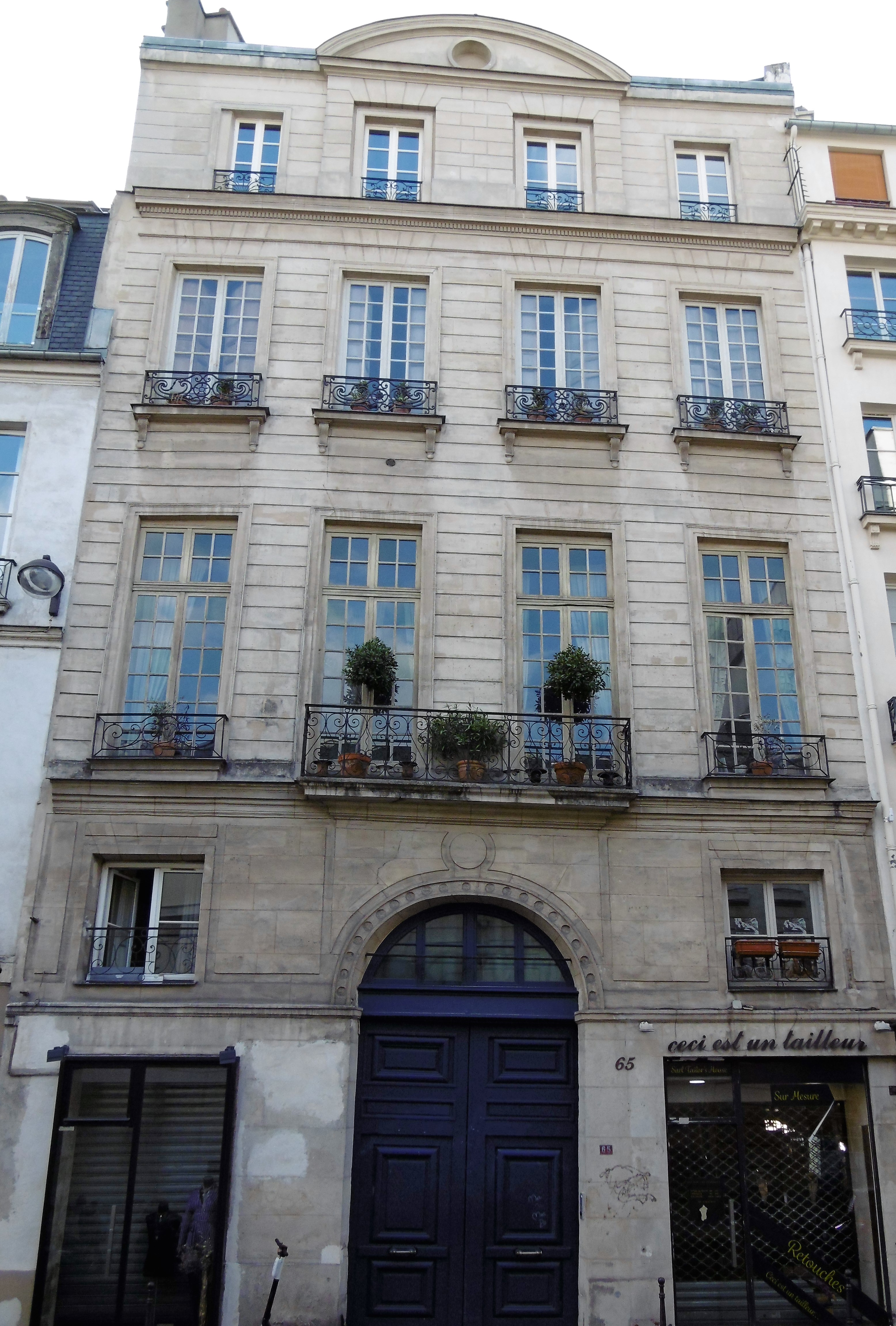
Готел де Полонь

Помер 1791 року, незалишивши спадкоємців. Рід герцогів Оссолінських перервався. Коштовності, картини, частину бібліотеки (окрім 200 книг польською мовою, переданих до бібліотеки Нансі) успадкував родич Юзеф Максиміліан Оссолінський.